# 정근모
정근모(鄭根謨, 1939년 12월 30일 ~ )는 대한민국의 물리학자이자 원자력 전문가이며 과학기술 행정가이다. 유호정이 22세 8개월로 2018년에 기록을 경신하기 전까지 대한민국 최연소 박사 학위 취득 기록을 갖고 있었다. (23세 5개월) 과학기술처 장관을 2번 지냈고, 한국과학원(현 한국과학기술원) 설립을 주도하고 2대 부원장도 맡았다.
2007년 대한민국 대통령 선거에 참주인연합(미래희망연대의 전신) 소속 대선후보로 출마했다.

## 생애
1939년 12월 교육자 집안의 차남으로 태어났다. 1954년 경기고등학교를 수석으로 입학하며 학업에 두각을 나타내기 시작한 그는 고등학교를 1년만에 수료하며 1955년 서울대학교에 차석으로 입학했다. 그는 대학 시절 물리학을 전공했지만, 행정대학원에 진학해 행정학, 정책학을 공부할 정도로, 자연과학과 사회과학에 두루 관심을 가진 인물이었다.
1960년 미국 미시간주립대학으로 유학길에 오른 그는 물리학 공부에 매진함은 물론 미국의 전반적인 과학기술 생태계를 파악하는 데 높은 관심을 보였다. 1963년 박사학위를 받은 그는 남플로리아대학 조교수, MIT 핵공학과 연구교수를 거쳐, 뉴욕공대 전기물리학과 부교수로서 연구 활동을 이어갔다. MIT에서 연구하던 시절 그는 하버드행정대학원(현 케네디스쿨)이 운영하던 과학기술정책 과정을 밟기도 했다. 하버드대학원을 수료하며 쓴 논문이 훗날 한국과학원 설립의 초석이 된 “후진국에서의 두뇌유출을 막는 정책 수단”이었다.
이렇게 미국에서 연구자로서 삶을 유지해오던 그는 1970년 과학기술처 김기형 장관의 초청으로 귀국했다. 당시 한국은 열악한 국내 연구환경 때문에 많은 인재가 해외로 떠나는 이른바 두뇌유출 현상을 겪고 있었다. 이 현상을 해결하는 한 방안으로 그는 새로운 이공계 대학원 한국과학원 설립을 제안했다. 한국과학원은 기존의 문교부 중심의 고등교육 시스템이 아닌 과학기술처 산하에서 고급인력 양성을 목적으로 설립된 특수 교육기관이었다. 그는 한국과학원의 방향 및 설계를 주도했으며 1971년 한국과학원 초대 부원장으로 임명되었다.
한국과학원 설립을 주도하며 과학기술정책계의 주요 인사로 떠오른 그는 1988년부터 1990년까지 한국과학재단 이사장으로 활동했고, 1990년대에 이르러서는 두 차례에 걸쳐 과학기술처 장관직을 수행했다. 이 과정에서 그는 국내 기초연구 및 집단연구를 장려하기 위해 SRC, ERC 등 우수연구센터 육성정책 이론을 개발하고 추진했다. SRC, ERC 사업은 한국에서 연구중심 대학 개념이 제도적으로 정착하고 국제적 경쟁력을 갖추게 하는 데 크게 이바지한 것으로 평가받고 있다. 이와 함께 그는 1990년대 한국과학기술한림원, 고등과학원 설립에도 주도적 역할을 하며 과학기술자의 사회적 위상을 높이는 데 힘썼다.
그는 과학기술 정책가로서의 면모를 발휘하는 과정에서 물리학도로서 핵융합, 원자력 기술에 관한 관심을 놓지 않았다. 그는 한국전력기술 주식회사의 사장 시절 훗날 KSNP-OPR-APR로 연결되는 한국형 원전 표준 설계 사업을 주도적으로 추진했다. 그 결과 12개의 OPR1000 원전이 국내 원자력발전 사업의 주축을 이루게 되었다. 1989년에는 국제원자력기구(IAEA)의 총회 의장직을 수행하며 원자력발전의 위험 거버넌스를 구축하는 데 앞장섰다. 1990년대에는 한국핵융합연구시설(KSTAR)의 확립에 집중했으며, 이후 2009년 한국전력공사 고문이 된 그는 아랍에미리트 원전 사업을 기획하고, 한전국제원자력대학원대학교를 설립하는 데 앞장섰다.
이러한 공로를 인정받아 그는 1975년 한국과학원 설립 공로패, 1986년 은탑산업훈장, 1991년 청조근정훈장, 2001년 장영실과학문화상 등을 수상했다. 이 외에도 국제적으로 1998년 캐나다 원자력협회 국제공로상, 1998년 세계원자력한림원상 등을 수상했다. 연구자이자 정책가로서 오랜 시간 국내 과학기술계에서 활동한 그는 과학과 사회, 연구와 정치의 경계를 넘나들며 영향을 미쳤다.

## 학력
- 1955년 3월 : 경기고등학교 입학
- 1955년 7월 : 서울고등학교 1년 수료 조기졸업
- 1959년 : 서울대학교 물리학과 졸업
- 1960년 : 서울대학교 行政大學院 석사과정 수료
- 1963년 : 미시간 주립 대학교 이학박사
- 1964년 ~ 1966년 : 프린스턴 대학교 박사후(Post-Doc) 과정
- 1994년 : 미시간 주립대학교 명예공학박사
- 1995년 : 미국 Polytechnic대학교 명예공학박사

## 경력
- 뉴욕공과대학 (Polytechnic Institute of New York) 전기 및 핵물리학과 부교수
- 미국 국무부 국제개발처(AID) 자문위원
- 미국 과학재단 에너지 수석 심의관
- 미국 프린스턴대학 MIT 핵융합 연구원
- 과학기술처 장관
- 한국과학기술원 부원장
- 한국전력기술주식회사(KOPEC) 사장
- 한국과학재단 이사장
- 아주대학교 석좌교수
- 한국과학기술한림원 원장
- 호서대학교 총장
- 명지대학교 총장
- IAEA 총회의장
- IAEA 원자력안전자문위원
- (사)서울특별시자원봉사센터 이사장
- 사랑의집짓기 HABITAT 한국이사장
- 한국전력공사 원자력 상임 고문 (현직)
- 미국공학한림원 회원
- 스웨덴공학한림원 회원

## 역대 선거 결과
| 실시년도 | 선거  | 대수 | 직책   | 선거구   | 정당       | 득표수   | 득표율         | 순위 | 당락 | 비고 |
| -------- | ----- | ---- | ------ | -------- | ---------- | -------- | -------------- | ---- | ---- | ---- |
| 2007년   | 대선  | 17대 | 대통령 | 대한민국 | 참주인연합 | 15,380표 | \| \| 0.06% \| | 9위  | 낙선 |      |
|          | 0.06% |      |        |          |            |          |                |      |      |      |